# Jacques Gamblin
Jacques Gamblin (Granville, 16 de noviembre de 1957) es un actor francés.

## Biografía
Jacques Gamblin estudió en el Centro de Arte Dramático de Caen como técnico profesional. Trabajó para una compañía de teatro, pero pronto entró en contacto con la interpretación. Luego estudió en la Comédie de Caen y dio sus primeros pasos como actor en el escenario de Bretaña, en el Totem Theatre de Saint-Brieuc, antes de unirse al Teatro Nacional, dirigido por Pierre de Rennes Debauche. Debutó en el cine en 1985. En 2018 rodó El palacio ideal, dirigida por Nils Tavernier.

## Teatro
| Año       | Título                                                                                        | Autor                               | Director                          | Notas                                       |
| --------- | --------------------------------------------------------------------------------------------- | ----------------------------------- | --------------------------------- | ------------------------------------------- |
| 1977      | George Dandin ou le Mari confondu                                                             | Molière                             | Bernard Lotti                     |                                             |
| 1978      | La Ballade de Billy Peau                                                                      | Argile                              | Bernard Lotti                     |                                             |
| 1979      | Le Cid                                                                                        | Pierre Corneille                    | Pierre Debauche                   |                                             |
| 1980      | Marion du Faouët                                                                              | Robert Angebaud                     | Robert Angebaud                   |                                             |
| 1981      | Borgnefesse                                                                                   | Louis-Adhémar-Timothée Le Golif     | Jean-Paul Audrain                 |                                             |
| 1981      | Le Fétichiste                                                                                 | Michel Tournier                     | Anne Pekoslawska                  |                                             |
| 1982      | L'Étang gris                                                                                  | Daniel Besnehard                    | Claude Yersin                     |                                             |
| 1983      | La Silhouette et l'effigie                                                                    | Théophile de Viau & Georges Perec   | Jean-Pierre Sarrazac              |                                             |
| 1983      | La Ballade de Billy Peau                                                                      | Argile                              | Bernard Lotti                     |                                             |
| 1983      | La Rosalie, Printemps 17                                                                      | Jean-Claude Frissung                | Jean-Claude Frissung              |                                             |
| 1983      | Where the Cross Is Made                                                                       | Eugene O'Neill                      | Claude Yersin                     |                                             |
| 1983      | Actes relatifs à la vie, à la mort et à l'œuvre de Monsieur Raymond Roussel, homme de lettres | Raymond Roussel & Leonardo Sciascia | Michel Dubois                     |                                             |
| 1984      | La Tour d'amour                                                                               | Rachilde                            | Jeanne Champagne                  |                                             |
| 1984      | Double Inconstancy                                                                            | Pierre de Marivaux                  | Michel Dubois                     |                                             |
| 1986      | La Chasse à l'amour                                                                           | Violette Leduc                      | Agnès Célérier                    |                                             |
| 1986      | A Sorrow Beyond Dreams                                                                        | Peter Handke                        | Jeanne Champagne                  |                                             |
| 1987      | La Ronde                                                                                      | Arthur Schnitzler                   | Alfredo Arias                     |                                             |
| 1988      | La Reconstitution                                                                             | Bernard Noël                        | Charles Tordjman                  |                                             |
| 1989      | Le Prince travesti                                                                            | Pierre de Marivaux                  | Jean-Louis Martinelli             |                                             |
| 1990-1991 | Bérénice                                                                                      | Jean Racine                         | Jacques Lassalle                  |                                             |
| 1991      | L'Annonce faite à Marie                                                                       | Paul Claudel                        | Philippe Adrien                   |                                             |
| 1991-1993 | Quincailleries                                                                                | Jacques Gamblin                     | Yves Babin                        |                                             |
| 1992      | Vendredi, jour de liberté                                                                     | Hugo Claus                          | Catherine de Seyne                |                                             |
| 1992      | The Playboy of the Western World                                                              | John Millington Synge               | Philippe Adrien                   |                                             |
| 1994      | Est-ouest                                                                                     | Georges Bensoussan                  | Jacques Gamblin                   |                                             |
| 1994      | Gustave n'est pas moderne                                                                     | Armando Llamas                      | Philippe Adrien                   |                                             |
| 1996      | El castillo                                                                                   | Franz Kafka                         | Giorgio Barberio Corsetti         |                                             |
| 1997      | Le Toucher de la hanche                                                                       | Jacques Gamblin                     | Jean-Michel Isabel                |                                             |
| 1999-2001 | Raisons de famille                                                                            | Gérald Aubert                       | Gildas Bourdet                    | Nominado al premio Molière como Mejor actor |
| 2002      | Maladie                                                                                       | Tanguy Viel                         | Jacques Gamblin                   |                                             |
| 2002      | Clémence, à mon bras                                                                          | Pierre Notte                        | Jacques Gamblin                   |                                             |
| 2003      | Images                                                                                        | Armando Llamas                      | Jacques Gamblin                   |                                             |
| 2004-2006 | Entre courir et voler y a qu'un pas papa                                                      | Jacques Gamblin                     | Claude Baqué                      |                                             |
| 2007      | Confidences trop intimes                                                                      | Jérôme Tonnerre                     | Patrice Leconte                   | Nominado al premio Molière como Mejor actor |
| 2007-2009 | Les Diablogues                                                                                | Roland Dubillard                    | Anne Bourgeois                    |                                             |
| 2008      | Léger au front                                                                                | Fernand Léger                       | Patrice Alexandre, David Chaillou |                                             |
| 2010-2012 | La nuit sera calme                                                                            | Romain Gary                         | Jacques Gamblin                   |                                             |
| 2010-2012 | Tout est normal, mon cœur scintille                                                           | Jacques Gamblin                     | Anne Bourgeois                    |                                             |
| 2011-2012 | Gamblin jazze, de Wilde sextete                                                               | Jacques Gamblin                     | Jacques Gamblin                   |                                             |
| 2015      | 1 heure 23’14 et 7 centièmes                                                                  | Bastien Lefèvre & Jacques Gamblin   | Jacques Gamblin                   | Premio Molière                              |
| 2015-2017 | Ce que le djazz fait à ma djambe !                                                            | Jacques Gamblin                     | Jacques Gamblin                   |                                             |
| 2017-2018 | Je parle à un homme qui ne tient pas en place                                                 | Jacques Gamblin                     | Jacques Gamblin                   |                                             |

## Filmografía
| Año  | Título                                 | Papel                     | Director                          | Notas                                                   |
| ---- | -------------------------------------- | ------------------------- | --------------------------------- | ------------------------------------------------------- |
| 1985 | Hell Train                             |                           | Roger Hanin                       |                                                         |
| 1986 | L'été 36                               | Alain Mercier             | Yves Robert                       | TV                                                      |
| 1989 | Périgord noir                          | Rémi                      | Nicolas Ribowski                  |                                                         |
| 1990 | There Were Days... and Moons           | Husband                   | Claude Lelouch                    |                                                         |
| 1990 | Le vagabond des mers                   |                           | José Varela                       | Serie TV                                                |
| 1991 | Terre rouge                            | Tom                       | Jérôme Colin & Ève Heinrich       |                                                         |
| 1991 | Années de plumes, années de plomb      | Mahler                    | Nicolas Ribowski                  | TV                                                      |
| 1992 | Adeus Princesa                         | Helmut                    | Jorge Paixão da Costa             |                                                         |
| 1992 | La Belle Histoire                      | The young cop             | Claude Lelouch                    |                                                         |
| 1992 | Pont et soupirs                        | The man                   | Gilles Maillard                   | Corto                                                   |
| 1992 | C'est mon histoire                     | Julien Delorme            | Pierre Joassin                    | Serie TV (Episodio 1)                                   |
| 1993 | Fausto                                 | Fausto's father           | Rémy Duchemin                     |                                                         |
| 1993 | La femme à abattre                     | Cow-Boy                   | Guy Pinon                         |                                                         |
| 1993 | Tout ça... pour ça!                    | Jacques Grandin           | Claude Lelouch                    |                                                         |
| 1993 | Un cercueil pour deux                  |                           | Jean-Louis Fournier               | TV                                                      |
| 1994 | Les Braqueuses                         | Thierry                   | Jean-Paul Salomé                  |                                                         |
| 1994 | Naissances                             |                           | Frédéric Graziani                 | Corto                                                   |
| 1994 | Les brouches                           | Pierre                    | Alain Tasma                       | TV                                                      |
| 1994 | Couchettes express                     | Antoine                   | Luc Béraud                        | TV                                                      |
| 1995 | Les Misérables                         | The beadle                | Claude Lelouch                    |                                                         |
| 1995 | Au petit Marguery                      | Barnabé                   | Laurent Bénégui                   |                                                         |
| 1995 | À la vie, à la mort!                   | Patrick                   | Robert Guédiguian                 |                                                         |
| 1995 | Sans souci                             |                           | Jean-Michel Isabel                | Corto                                                   |
| 1996 | My Man                                 | Cliente                   | Bertrand Blier                    |                                                         |
| 1996 | Pédale douce                           | Adrien Lemoine            | Gabriel Aghion                    | Nominada al premio César como Mejor actor de reparto    |
| 1996 | Une histoire d'amour à la con          | Gérard Delmont            | Henri-Paul Korchia                |                                                         |
| 1996 | La bougeotte                           | Pierre                    | Jean-Claude Morin                 | TV                                                      |
| 1996 | Les clients d'Avrenos                  | Bernard de Jonsac         | Philippe Venault                  | TV                                                      |
| 1997 | Mauvais genre                          | Martial Bok               | Laurent Bénégui                   |                                                         |
| 1997 | Tenue correcte exigée                  | Richard Poulenc           | Philippe Lioret                   |                                                         |
| 1997 | Le leçon de Monsieur Paillasson        |                           | Michel Fessler                    | Corto                                                   |
| 1998 | Dr. Akagi                              | Pete                      | Shōhei Imamura                    |                                                         |
| 1999 | The Color of Lies                      | René Sterne               | Claude Chabrol                    |                                                         |
| 1999 | La fortuna de vivir                    | Garris                    | Jean Becker                       | Festival de Cine de Cabourg - Mejor actor               |
| 2001 | Bella ciao                             | Orfeo Mancini             | Stéphane Giusti                   |                                                         |
| 2001 | Mademoiselle                           | Pierre Cassini            | Philippe Lioret                   |                                                         |
| 2002 | Carnage                                | Jacques                   | Delphine Gleize                   |                                                         |
| 2002 | Safe Conduct                           | Jean Devaivre             | Bertrand Tavernier                | Festival Internacional de Cine de Berlín - Oso de Plata |
| 2003 | Dissonances                            | Nat                       | Jérôme Cornuau                    |                                                         |
| 2003 | The Car Keys                           |                           | Laurent Baffie                    |                                                         |
| 2003 | À la petite semaine                    | Francis                   | Sam Karmann                       |                                                         |
| 2004 | La pequeña Lola                        | Dr. Pierre Ceyssac        | Bertrand Tavernier                |                                                         |
| 2004 | 25 degrés en hiver                     | Miguel                    | Stéphane Vuillet                  |                                                         |
| 2004 | Le voyageur sans bagage                | Gaston                    | Pierre Boutron                    | TV                                                      |
| 2005 | Hell                                   | Pierre                    | Danis Tanović                     |                                                         |
| 2006 | Serko                                  | Fragonard                 | Joël Farges                       |                                                         |
| 2006 | Les irréductibles                      | Michel                    | Renaud Bertrand                   |                                                         |
| 2006 | Les Brigades du Tigre                  | Jules Bonnot              | Jérôme Cornuau                    |                                                         |
| 2007 | Fragile(s)                             | Vince                     | Martin Valente                    |                                                         |
| 2007 | Nos retrouvailles                      | Gabriel                   | David Oelhoffen                   |                                                         |
| 2007 | Por fin viuda                          | Léo Labaume               | Isabelle Mergault                 |                                                         |
| 2007 | Les oubliées                           | Capitán Christian Janvier | Hervé Hadmar                      | Serie TV                                                |
| 2008 | The First Day of the Rest of Your Life | Robert Duval              | Rémi Bezançon                     | Nominado al premio César como Mejor actor               |
| 2009 | Bellamy                                | Noël Gentil               | Claude Chabrol                    |                                                         |
| 2009 | Moi, Van Gogh                          | Vincent van Gogh          | François Bertrand                 | Corto                                                   |
| 2010 | Nous trois                             | Padre                     | Renaud Bertrand                   |                                                         |
| 2010 | The Names of Love                      | Arthur Martin             | Michel Leclerc                    | Nominado al premio César al Mejor actor                 |
| 2011 | The First Man                          | Jacques Cormery           | Gianni Amelio                     |                                                         |
| 2011 | Holidays by the Sea                    |                           | Pascal Rabaté                     |                                                         |
| 2011 | L'infiltré                             | Michel Carrat             | Giacomo Battiato                  | TV                                                      |
| 2011 | Une vie française                      | Paul Blick                | Jean-Pierre Sinapi                | TV                                                      |
| 2012 | Blind Man                              | Comandante Lassalle       | Xavier Palud                      |                                                         |
| 2013 | The Finishers                          | Paul Amblard              | Nils Tavernier                    |                                                         |
| 2013 | Le jour attendra                       | Victor                    | Edgar Marie                       |                                                         |
| 2014 | 24 Days                                | Comandante Delcour        | Alexandre Arcady                  |                                                         |
| 2014 | Hippocrate                             | Profesor Barois           | Thomas Lilti                      |                                                         |
| 2014 | Weekends in Normandy                   | Jean                      | Anne Villacèque                   |                                                         |
| 2015 | En sortant de l'école                  | Narrador                  | Charlotte Cambon, Alix Fizet, ... | Serie TV                                                |
| 2016 | Père Fils Thérapie!                    | Charles Perronet          | Émile Gaudreault                  |                                                         |
| 2016 | Blaise                                 | Jacques                   | Dimitri Planchon                  | Serie TV                                                |
| 2018 | El palacio ideal                       | Ferdinand Cheval          | Nils Tavernier                    |                                                         |